# 周芙
周芙，元朝女性人物，江阴州（今江苏省江阴市）人。
周芙是孔胥的妻子，孔胥人缘不好，没同乡有赞誉，众人向官府告发他通贼。孔胥思度不能获免，暗中写信给与周芙让她早做打算，希望免于军配。周芙神色不乱，言笑如同平常。于是备酒食祭祀公婆，请来亲戚一起饮酒。当晚，穿着素服自缢而死。 